# Barbados az 1988. évi nyári olimpiai játékokon
Barbados a dél-koreai Szöulban megrendezett 1988. évi nyári olimpiai játékok egyik részt vevő nemzete volt. Az országot az olimpián 7 sportágban 17 sportoló képviselte, akik érmet nem szereztek.

## Atlétika
Férfi
| Versenyző                                             | Versenyszám     | Előfutam | Előfutam | Előfutam | Negyeddöntő | Negyeddöntő | Negyeddöntő | Elődöntő | Elődöntő | Elődöntő | Döntő   | Döntő    |
| Versenyző                                             | Versenyszám     | Idő      | Hely.    | Össz.    | Idő         | Hely.       | Össz.       | Idő      | Hely.    | Össz.    | Idő     | Helyezés |
| ----------------------------------------------------- | --------------- | -------- | -------- | -------- | ----------- | ----------- | ----------- | -------- | -------- | -------- | ------- | -------- |
| Henrico Atkins                                        | 100 m           | 11,01    | 8.       | 84.*     | kiesett     | kiesett     | kiesett     | kiesett  | kiesett  | kiesett  | kiesett | kiesett  |
| Henrico Atkins                                        | 200 m           | 21,98    | 5.       | 54.      | kiesett     | kiesett     | kiesett     | kiesett  | kiesett  | kiesett  | kiesett | kiesett  |
| Elvis Forde                                           | 400 m           | 46,47    | 3.       | 23.      | 46,59       | 8.          | 31.         | kiesett  | kiesett  | kiesett  | kiesett | kiesett  |
| Richard Louis                                         | 400 m           | 46,80    | 4.       | 29.      | kiesett     | kiesett     | kiesett     | kiesett  | kiesett  | kiesett  | kiesett | kiesett  |
| Seibert Straughn                                      | 400 m           | 47,37    | 4.       | 43.      | kiesett     | kiesett     | kiesett     | kiesett  | kiesett  | kiesett  | kiesett | kiesett  |
| Allan Ince                                            | 400 m gát       | 52,76    | 6.       | 32.      |             |             |             | kiesett  | kiesett  | kiesett  | kiesett | kiesett  |
| Seibert Straughn Richard Louis Allan Ince Elvis Forde | 4 × 400 m váltó | 3:06,03  | 5.       | 9.       |             |             |             | 3:06,93  | 5.       | 11.      | kiesett | kiesett  |

Női
| Versenyző        | Versenyszám | Előfutam | Előfutam | Előfutam | Negyeddöntő | Negyeddöntő | Negyeddöntő | Elődöntő | Elődöntő | Elődöntő | Döntő   | Döntő    |
| Versenyző        | Versenyszám | Idő      | Hely.    | Össz.    | Idő         | Hely.       | Össz.       | Idő      | Hely.    | Össz.    | Idő     | Helyezés |
| ---------------- | ----------- | -------- | -------- | -------- | ----------- | ----------- | ----------- | -------- | -------- | -------- | ------- | -------- |
| Yolande Straughn | 200 m       | 23,81    | 4.       | 32.      | kiesett     | kiesett     | kiesett     | kiesett  | kiesett  | kiesett  | kiesett | kiesett  |
| Yolande Straughn | 400 m       | 53,62    | 6.       | 30.      | 54,22       | 8.          | 31.         | kiesett  | kiesett  | kiesett  | kiesett | kiesett  |

* - egy másik versenyzővel azonos eredményt ért el

## Cselgáncs
| Versenyző    | Versenyszám | Csoport | Selejtező         | 32-es főtábla                               | Nyolcaddöntő      | Negyeddöntő       | Elődöntő          | Vigaszág nyolcaddöntő | Vigaszág negyeddöntő | Vigaszág elődöntő | Bronz- mérkőzés   | Döntő             | Helyezés |
| Versenyző    | Versenyszám | Csoport | Ellenfél Eredmény | Ellenfél Eredmény                           | Ellenfél Eredmény | Ellenfél Eredmény | Ellenfél Eredmény | Ellenfél Eredmény     | Ellenfél Eredmény    | Ellenfél Eredmény | Ellenfél Eredmény | Ellenfél Eredmény | Helyezés |
| ------------ | ----------- | ------- | ----------------- | ------------------------------------------- | ----------------- | ----------------- | ----------------- | --------------------- | -------------------- | ----------------- | ----------------- | ----------------- | -------- |
| James Waithe | Középsúly   | B       | erőnyerő          | Liu Csün-lin (Liu Junlin) (CHN) · 0000–1001 | kiesett           | kiesett           | kiesett           |                       |                      |                   |                   |                   | 19.      |

## Kerékpározás

### Pálya-kerékpározás
Sprintversenyek
| Versenyző     | Versenyszám  | Selejtező | Selejtező | 1. forduló                                      | 1. forduló | Vigaszág                                                             | Vigaszág | 2. forduló             | 2. forduló | Vigaszág             | Vigaszág | Negyeddöntő          | 5–8. helyért           | 5–8. helyért | Elődöntő             | Döntő                | Helyezés |
| Versenyző     | Versenyszám  | Idő       | Hely.     | Ellenfelek Győztes idő                          | Hely.      | Ellenfelek Győztes idő                                               | Hely.    | Ellenfelek Győztes idő | Hely.      | Ellenfél Győztes idő | Hely.    | Ellenfél Győztes idő | Ellenfelek Győztes idő | Hely.        | Ellenfél Győztes idő | Ellenfél Győztes idő | Helyezés |
| ------------- | ------------ | --------- | --------- | ----------------------------------------------- | ---------- | -------------------------------------------------------------------- | -------- | ---------------------- | ---------- | -------------------- | -------- | -------------------- | ---------------------- | ------------ | -------------------- | -------------------- | -------- |
| Vincent Lynch | Férfi egyéni | 11,845    | 22.       | Fabrice Colas (FRA) · Miva Hideki (JPN) · 10,77 | 3.         | Curt Harnett (CAN) · Ken Carpenter (USA) · Rosman Alwi (MAS) · 11,26 | 4.       | kiesett                | kiesett    | kiesett              | kiesett  | kiesett              | kiesett                | kiesett      | kiesett              | kiesett              | kiesett  |

Időfutam
| Név            | Versenyszám  | Idő      | Helyezés |
| -------------- | ------------ | -------- | -------- |
| Roderick Chase | Férfi egyéni | 1:09,994 | 24.      |

Pontverseny
| Név            | Versenyszám | Selejtező     | Selejtező     | Selejtező     | Döntő   | Döntő      | Döntő    |
| Név            | Versenyszám | Pont          | Körhátrány    | Hely.         | Pont    | Körhátrány | Helyezés |
| -------------- | ----------- | ------------- | ------------- | ------------- | ------- | ---------- | -------- |
| Roderick Chase | Férfi       | nem ért célba | nem ért célba | nem ért célba | kiesett | kiesett    | kiesett  |

## Műugrás
Férfi
| Versenyző         | Versenyszám    | Selejtező | Selejtező | Döntő   | Döntő    |
| Versenyző         | Versenyszám    | Pont      | Helyezés  | Pont    | Helyezés |
| ----------------- | -------------- | --------- | --------- | ------- | -------- |
| Christopher Honey | Egyéni műugrás | 347,22    | 33.       | kiesett | kiesett  |

## Ökölvívás
| Versenyző        | Versenyszám | Selejtező                   | 32-es főtábla                 | Nyolcaddöntő      | Negyeddöntő       | Elődöntő          | Döntő             | Helyezés |
| Versenyző        | Versenyszám | Ellenfél Eredmény           | Ellenfél Eredmény             | Ellenfél Eredmény | Ellenfél Eredmény | Ellenfél Eredmény | Ellenfél Eredmény | Helyezés |
| ---------------- | ----------- | --------------------------- | ----------------------------- | ----------------- | ----------------- | ----------------- | ----------------- | -------- |
| Sean Knight      | Könnyűsúly  | Guillermo Tamez (MEX) · 5:0 | Konsztantyin Czju (URS) · RSC | kiesett           | kiesett           | kiesett           | kiesett           | 17.      |
| Gregory Griffith | Váltósúly   | erőnyerő                    | Hriszto Furnigov (BUL) · KO   | kiesett           | kiesett           | kiesett           | kiesett           | 17.      |

## Úszás
Férfi
| Versenyző  | Versenyszám    | Előfutam | Előfutam | Előfutam | Döntő   | Döntő   | Döntő   | Helyezés |
| Versenyző  | Versenyszám    | Idő      | Hely.    | Össz.    | Típus   | Idő     | Hely.   | Helyezés |
| ---------- | -------------- | -------- | -------- | -------- | ------- | ------- | ------- | -------- |
| Paul Yelle | 50 m gyors     | 25,15    | 2.       | 49.      | kiesett | kiesett | kiesett | kiesett  |
| Paul Yelle | 100 m gyors    | 55,35    | 2.       | 61.      | kiesett | kiesett | kiesett | kiesett  |
| Paul Yelle | 100 m pillangó | 57,36    | 1.       | 34.      | kiesett | kiesett | kiesett | kiesett  |

## Vitorlázás
Férfi
| Versenyző    | Versenyszám | Futam   | Futam | Futam | Futam | Futam    | Futam | Futam | Pontszám | Helyezés |
| Versenyző    | Versenyszám | 1       | 2     | 3     | 4     | 5        | 6     | 7     | Pontszám | Helyezés |
| ------------ | ----------- | ------- | ----- | ----- | ----- | -------- | ----- | ----- | -------- | -------- |
| Brian Talma  | Divízió II  | (52,0*) | 43,0  | 45,0  | 41,0  | 25,0     | 43,0  | 33,0  | 230,0    | 33.      |
| Shane Atwell | Finn dingi  | 33,0    | 34,0  | 33,0  | 34,0  | (40,0**) | 32,0  | 25,0  | 191,0    | 28.      |

Nyílt
| Versenyző                   | Versenyszám | Futam  | Futam | Futam | Futam | Futam | Futam | Futam | Pontszám | Helyezés |
| Versenyző                   | Versenyszám | 1      | 2     | 3     | 4     | 5     | 6     | 7     | Pontszám | Helyezés |
| --------------------------- | ----------- | ------ | ----- | ----- | ----- | ----- | ----- | ----- | -------- | -------- |
| Howard Palmer Michael Green | Csillaghajó | (28,0) | 24,0  | 20,0  | 18,0  | 13,0  | 23,0  | 16,0  | 114,0    | 14.      |

* - kizárták

** - nem ért célba